# Trichosanthes dioica
Trichosanthes dioica är en gurkväxtart som beskrevs av William Roxburgh. Trichosanthes dioica ingår i släktet Trichosanthes och familjen gurkväxter. Inga underarter finns listade i Catalogue of Life.

## Bildgalleri

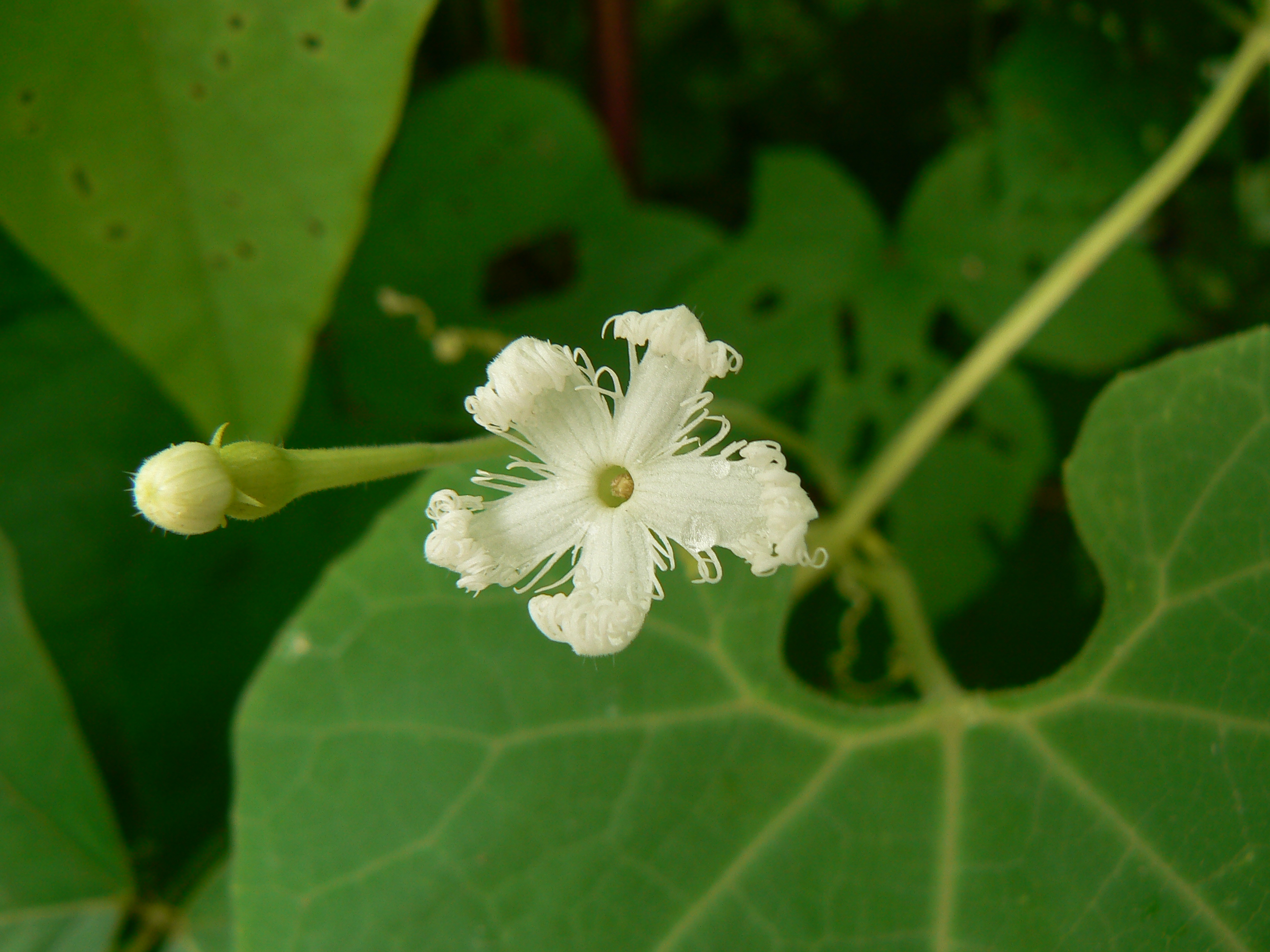
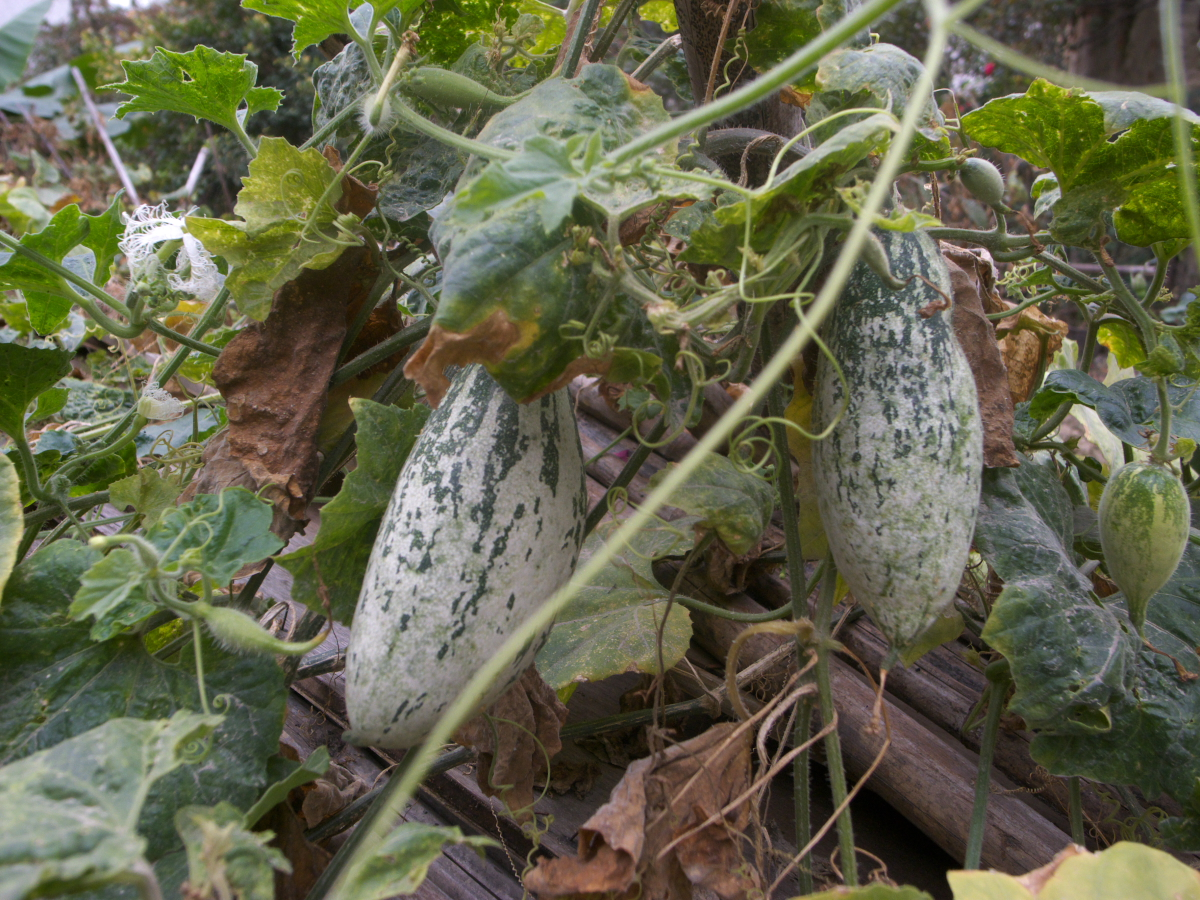
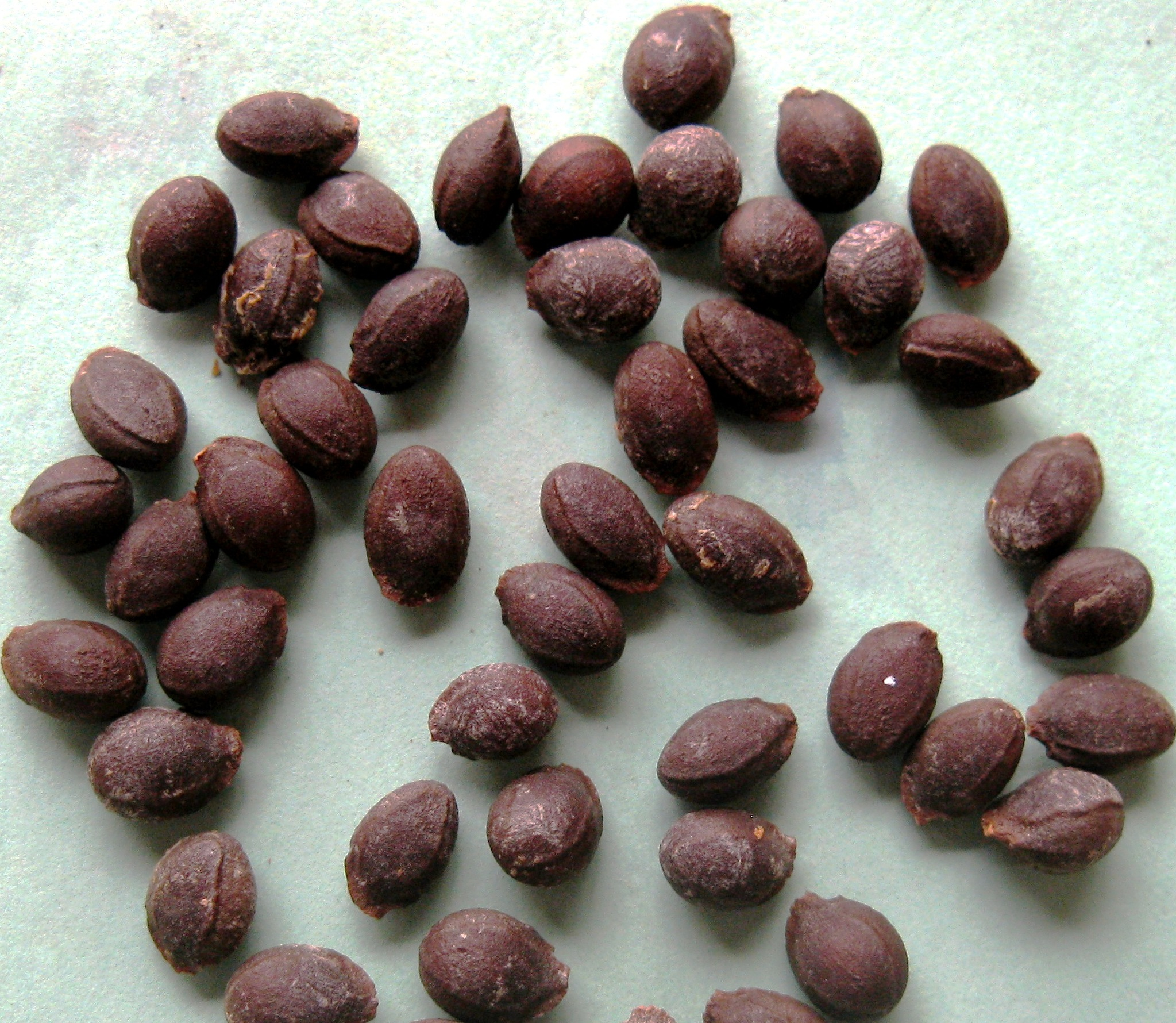
Trichosanthes dioica mogna frön
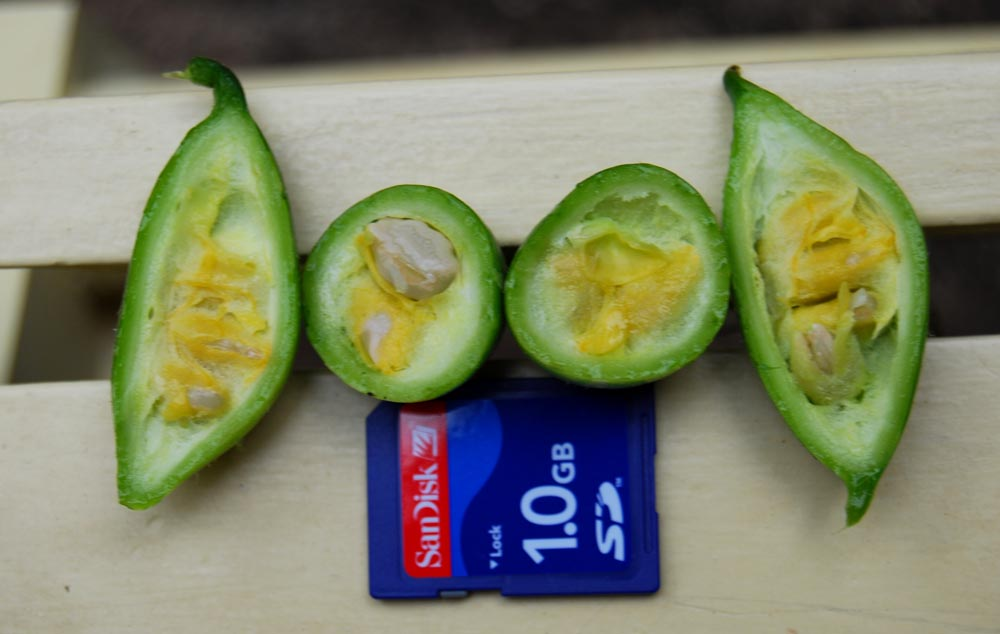